# Vasszentmihály
Vasszentmihály (alemão: Raab-Sankt-Michael) é um município da Hungria, situado no condado de Vas. Tem 6,41 km² de área e sua população em 2015 foi estimada em 342 habitantes.